# ジョン・ヘンリー・タワーズ
“ジャック”ジョン・ヘンリー・タワーズ（John Henry Towers 、1885年1月30日-1955年4月30日）はアメリカ海軍の軍人、最終階級は大将。
タワーズはアメリカ海軍の海軍航空隊におけるパイオニアの一人であり、かつクラウンプリンス的存在。海のものとも山のものとも分からなかった「航空機」を海軍兵力の主力の一角にするため、「アメリカ海軍航空隊の父」ウィリアム・A・モフェット（海軍兵学校（アナポリス）1890年組）とともに奔走した。生粋の海軍パイロット出身者初の大将でもあり、戦艦信奉者が占めていた時期のアメリカ海軍において、航空の重要性を説いたパイロット出身将官の最上位者でもあった。1939年から1942年までの間はアメリカ海軍航空局（航空局）局長として航空行政全般に辣腕を振るったが、「父」モフェット譲りの積極的な政治活動や自身の個性の強さなどが周囲から忌避され、第二次世界大戦期には艦隊司令官などのポストに就くことができなかった。第二次世界大戦終結後に退役したあとは、宇宙飛行研究や民間航空産業の助言者的存在となって、航空一筋の生涯を全うした。

## 生涯

### 航空との出会い
“ジャック”こと、ジョン・ヘンリー・タワーズは1885年1月30日、ジョージア州ロームに生まれる。祖父はアメリカ連合国陸軍の連隊長で、父もアメリカ連合国陸軍の騎兵隊に所属していた経験があり、いわゆる「軍人一家」の家庭であるが、タワーズが生まれたころには農具販売業を営んでいた。はじめは軍人ではなく技師を志し、ジョージア工科学校に進学するも、寄宿舎の同居人の態度にたまりかねて退学し、海軍兵学校（アナポリス）に改めて進学する。1906年にアナポリスを卒業し、卒業年次から「アナポリス1906年組」と呼称されたこの世代の同期には、フランク・J・フレッチャー、ジョン・S・マケイン・シニア、オーブリー・フィッチ、ロバート・L・ゴームレーらがいる。1908年に少尉に任官したタワーズは戦艦「ケンタッキー」乗り組みを経て、1911年に戦艦「ミシガン」乗り組みとなり、弾着観測を担当する。アメリカ戦艦の一種の特徴だった籠マストの頂部から観測を行うのがタワーズの役目だったが、高い場所とはいえ観測できる範囲には限度があった。タワーズは、弾着観測に関する疑問の答えを、当時は創成期の段階だった「航空」に求めた。
1903年12月17日のライト兄弟の「ライトフライヤー号」による初の動力飛行以降、アメリカ軍で先に航空機に手を出したのは陸軍だった。海軍と航空機に縁ができるのは、遅く見積もっても1910年11月14日に民間パイロットのユージン・バートン・イーリーが軽巡洋艦「バーミングハム」からの発艦実験が嚆矢で、タワーズが「ミシガン」に配属されたのと同じ1911年の1月18日には、同じくイーリーが装甲巡洋艦「ペンシルベニア」からの発艦および「ペンシルベニア」への着艦に成功していた。1月27日には、海軍からサンディエゴのノースアイランドに派遣され、ヘリング・カーチス社社長のグレン・カーチスの指導を受けていたセオドア・G・エリソン中尉（アナポリス1905年組）が海軍軍人として初めて飛行に成功し、海軍パイロット第1号となっていた。こうした人的な動きに呼応し、海軍は3機の航空機を購入して航空隊の育成を本格的に開始する。購入したとなれば一定の数のパイロットも整備技師も必要になり、海軍はパイロットと整備技師を各3名ずつ募った。

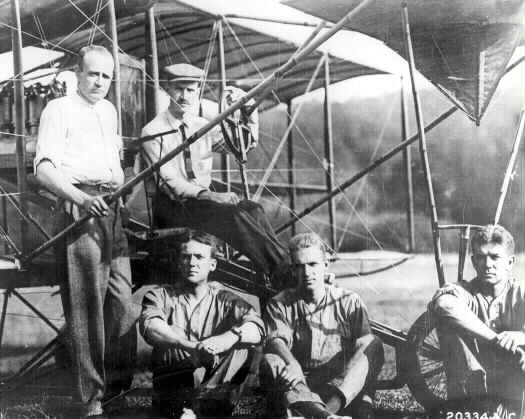
海軍パイロット第1号から第3号。右からエリソン（第1号）、タワーズ（第3号）、ジョン・ロジャース（第2号）。操縦席にいるのはカーチス（1911年）

1911年6月27日、パイロットを志願したタワーズはハモンズポートにあるヘリング・カーチス社のカーチス飛行学校に入学する。講師はカーチス自身であり、タワーズは1911年8月より、カーチスやエリソンの指導の下、海軍第1号機であるカーチス A-1型水上機を使ってパイロットとしての訓練を受ける。また、カーチスが学校を挙げてノースアイランドに行き、カーチス A-1型水上機の改善を行った際にも同行した。1911年10月にはカーチス A-1型でアナポリスとオールド・ポイント・コンフォート間112マイルの距離を、122分で踏破する新記録を樹立。1912年秋、タワーズはアナポリスに設置される最初の海軍航空隊の設営を監督した。同じ1912年10月6日にはガソリンタンクを増設したカーチス A-2型で、6時間10分35秒のアメリカの航続時間新記録を達成し、12月にかけてはチェサピーク湾上空を飛んで、潜航中の潜水艦を発見するテストを行った。1913年に入り、グアンタナモ湾で行われた艦隊演習に参加したタワーズは航空機の偵察、爆撃および写真偵察の分野での可能性をテストし、研究した。
1913年5月8日、中尉に昇進したタワーズはカーチス飛行艇を使い、ゴッドフリー・シャヴァリア少尉（アナポリス1910年組）とペアを組んでワシントン海軍工廠を出発してポトマック川、チェサピーク湾を経由しアナポリスに到着する全行程169マイルの飛行を行った。しかし、1カ月後の6月20日、タワーズはアクシデントに見舞われる。この日、タワーズはパイロットとしてではなく乗客としてウィリアム・ビリングスレイ少尉（アナポリス1909年組）が操縦するライト水上飛行機に乗っていた。しかし、水上飛行機がチェサピーク湾上空を飛行中に乱気流に巻き込まれて急降下し、ビリングスレイは機外に放り出されてアメリカ海軍航空隊初の死者となってしまった。タワーズも座席から放り出される寸前だったが、とっさに翼支柱をつかんで、機がチェサピーク湾に不時着水するまでその態勢を保った。事故後、タワーズはカーチスに事故の状況を話し、また報告書にしたためた。このときの報告書などが元となり、パイロットや乗客を安全に保護するシートベルトなどの安全装置が考案された。
1914年1月20日、タワーズは9名の士官、23名の人員および航空機7機とともにアナポリスからフロリダ州ペンサコーラに移動し、ペンサコーラの地に海軍飛行学校を設立する礎とした。4月20日には2名のパイロットと12名の下士官・兵および航空機3機からなる最初の航空隊を率いてペンサコーラから「バーミングハム」に乗り、タンピコ事件に参加してアメリカ海軍航空隊初の実戦参加を記録した。
1915年1月、海軍はパイロットの登録を公式に開始し、タワーズは1914年にさかのぼって海軍パイロット第3号として登録された。少佐に昇進したタワーズは海軍省航空課に配属され、1917年にはパイロット徽章の作成を担当した。徽章の配布は1918年1月19日から始まり、タワーズはこの時点でワシントンD.C.にいた海軍パイロットの中で、もっとも古参で、かつ高位に位置していた。

### 第一次世界大戦
その間の1914年8月、タワーズは第一次世界大戦勃発後のロンドンに海軍駐在武官として赴任し、1916年秋に帰国するまでその任にあった。帰国前の8月、タワーズはレジナルド・R・ベルナップ大佐率いる海軍の代表団の一部として、装甲巡洋艦「メンフィス」に乗ったヘンリー・S・ブレッキンリッジ陸軍次官補率いる救援隊のドミニカ共和国進出を支援したが、その際にフレデリック・トゥルビー・デイヴィソン指導の下でイェール大学で組織された学生による航空部隊「ファースト・イェール・ユニット」を参加させている。ファースト・イェール・ユニットは後年、アメリカ海軍航空隊に人員を送り込むようになる。
1917年5月、タワーズは航海局の命を受け、海軍予備役航空部隊の前身である海軍予備航空隊の特別顧問を務める。上述のように海軍省航空課入りのあと副官に任命され、一握りの型遅れの航空機と50名足らずのパイロット程度だった所帯を、何千もの航空機およびパイロットを要する勢力に変えるために奔走することとなるが、その動きが本格化するには、少し年月が必要だった。

### 大西洋横断飛行

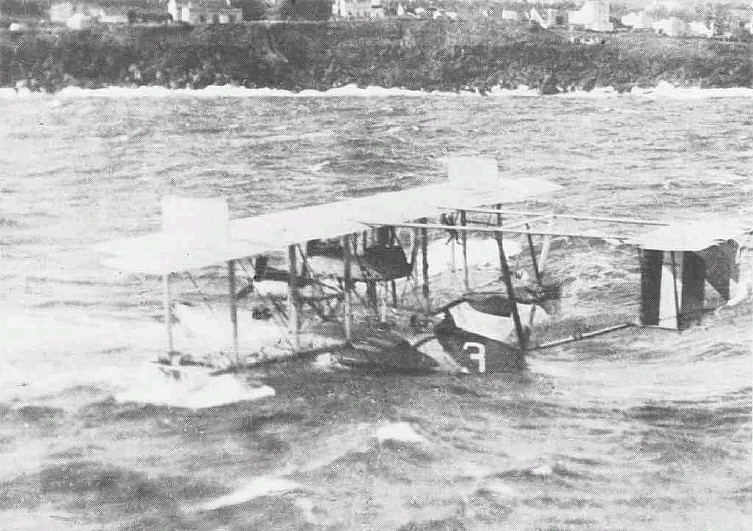
アゾレス諸島に着いた、タワーズ乗機のNC-3（1919年）

大戦終結後の1919年、タワーズは大西洋横断飛行を立案、計画してその実現のために先頭に立った。計画のきっかけは、大戦時に大西洋をおし渡る連合国側の輸送船がドイツ帝国のUボートや仮装巡洋艦に狙われて補給路が脅かされたことにあり、計画自体は大戦初期のころからあったものの、大戦終了までには実現できなかった。
1919年5月8日、ニューヨークのロックアウェイ海軍航空基地に3機のカーチス NCが待機した。NC-1、NC-3およびNC-4である。タワーズはNC-3の機長を務めた。3機はケープコッド、チャタム、ハリファックスを経て5月15日にニューファンドランド島トレパッシーに進出。翌5月16日、3機はアゾレス諸島への飛翔を開始した。しかし、NC-1とNC-3は濃霧に悩まされて荒れる波の上への着水を余儀なくされ、NC-1は浸水甚だしく再度の飛翔はならず、クルーはギリシャ貨物船「イオニア」に収容された。タワーズのNC-3も52時間に及ぶ苦闘の末、アゾレス諸島ポンタ・デルガダからおよそ200マイルの地点より再度飛翔し、ポンタ・デルガダに到着したものの、ここから先に進むことはかなわなかった。何事もなかったNC-4はアゾレス諸島での休息ののち、5月27日にリスボンに到着して大西洋横断飛行を完成させた。タワーズ自身の大西洋横断飛行は成功しなかったものの、リーダーシップが評価されて海軍十字章が授与された。

### モフェットと航空局
第一次世界大戦終結後にしばしの平和な時代が訪れたころ、タワーズは海軍航空の重要性を説いて回ったり、上述の大西洋横断飛行などの実行や先駆的な開発などで事実上の海軍航空隊の第一人者的存在にはなっていた。しかし、海軍内での航空の立場はまだまだ弱かった。1919年秋、タワーズは敷設艦「アローストック」 (USS Aroostook, CM-3) の副艦長となり、1922年冬から1923年にかけては駆逐艦「マグフォード」 (USS Mugford, DD-105) の艦長を務める。そして、「アローストック」乗り組み時代の1920年夏、演習で「アローストック」と顔合わせした戦艦の艦長によって、アメリカ海軍での海軍航空の立場が大きく動き出そうとしていた。その艦長が、「アメリカ海軍航空隊の父」モフェットである。モフェットは戦艦「ミシシッピ」艦長としてサンディエゴ沖で演習に参加していたとき、「アローストック」指揮下の水上機が弾着観測を行ない、その働きによって訓練が上手く行った。モフェットはこの一件で、航空観測の重要性を実感したのである。
1921年9月、海軍省内に航空課を格上げする形で航空局が創設され、3月以来航空課長で少将に昇進したモフェットが初代局長となる。しかし、この段階ではタワーズは航空局とはあまり関わっておらず、「アローストック」や「マグフォード」での勤務、ペンサコーラの海軍飛行学校副校長を経て1923年3月から1925年9月にかけて、ロンドン、パリ、ローマ、ハーグおよびベルリンのアメリカ大使館付駐在武官を歴任する。この二度目の駐在武官時代、タワーズはセンピル教育団の一人と話す機会があったが、その者曰く、「日本人の練習生は皆下手だ。とてもいいパイロットにはなれない」。駐在武官の勤めを終えて帰国したタワーズは、ここで航空局に配属される。配属早々、1925年9月3日に墜落した海軍飛行船「シェナンドー」の事故調査委員会メンバーとなった。
翌1926年、中佐となっていたタワーズは空母「ラングレー」の副長に就任。モフェットの腹積もりでは、タワーズを本来は艦長に据えたかったが、中佐は大型艦艦長の役職ではなかった。またこの年、モフェットは潜水艦部門から一人の大佐を航空に引っ張ってくる。この大佐がアーネスト・キング（アナポリス1901年組）で、巡洋艦艦長を希望していたが空きがなかったことと、当時の海軍航空部門でもっとも高位の士官だったのが中佐のタワーズだったこともあり、モフェットの勧めで水上機母艦「ライト」 (USS Wright, AV-1) 艦長に就任し、ペンサコーラに赴いて航空免許の取得を行った。ちなみに、当時の「ライト」副長はエリソンだった。「ラングレー」副長時代のタワーズは、アメリカ海軍航空戦隊の最初の司令官であるジョゼフ・M・リーヴス大佐（アナポリス1894年組）の下で空母運用の研究に取り組み、搭載機の増加や給油システムの改善に取り組んだ。また、タワーズはこの「ラングレー」副長時代に初めて一般の航空機の操縦を手がけ、着艦をこなせるようになった。タワーズは翌1927年1月に「ラングレー」艦長に昇格し、1928年8月まで務める。その間の1927年12月、「ラングレー」で火災事故が発生し、給油系統から艦載機に燃え移るほどの火災に対してタワーズは、乗員の総力を挙げて消火にあたり、最悪の事態を回避することに成功して「冷静かつ勇敢に火災事故に対処した」と賞賛された。なお、「ラングレー」艦長時代の1928年2月27日にエリソンが航空事故で殉職し、パイロット免許第2号保持者だったジョン・ロジャース（アナポリス1903年組）も、エリソンに先立つ2年前の1926年に事故死していたので、この時点で第3号のタワーズが海軍パイロット中の最古参者となった。

### 航空局長争い
1928年8月、タワーズは航空局に戻り、計画課長に就任。これと前後して、モフェットはキングを空母｢レキシントン」艦長として推薦するが採用されず、その代わりに航空局次長に据えた。しかし、キングを次長にしたモフェットのこの人事は失敗に終わる。モフェットとキングはことごとく意見が対立し、タワーズともそりが合わなかった。上とも下ともうまくやっていけなかったキングは辞任を余儀なくされ、ノーフォークの海軍航空隊司令となって航空局から去っていった。1929年4月、タワーズは航空局次長となるが、これは海軍省始まって以来の若い次長だった。また、モフェットがロンドン海軍軍縮会議（1930年）に出席した際には、局長代理となった。このあたりからタワーズとモフェットの結びつきが深まるが、同時にキングを始めとして周囲から「野心家」として警戒されるようになる。
この頃のタワーズは、モフェットがそうであったように人集めと政治活動に努めた。前者に関しては計画課長の後任にリッチモンド・K・ターナー（アナポリス1908年組）を据え、ペンサコーラ海軍飛行学校の第1期生でもあるマーク・ミッチャー（アナポリス1910年組）も計画課に入れた。1931年6月に航空艦隊司令官ハリー・E・ヤーネル少将（アナポリス1897年組）の下で参謀長に就任すると、ここではアーサー・W・ラドフォード（アナポリス1916年組）やフォレスト・シャーマン（アナポリス1918年組）を参謀として航空艦隊に引き入れた。このような人集めを行っているうちに、自然とタワーズを祀り上げる「閥」ができあがり、主に若年からのパイロット出身者の間から「クラウンプリンス」的な扱いをされるようになる。後者の政治活動では、モフェットの勧めでカール・ヴィンソンら有力議員と昵懇の仲となり、航空産業界にもしきりに顔を出すようになっていった
1932年2月、タワーズは陸海軍合同演習でハワイ奇襲を立案する。「レキシントン」と｢サラトガ」に日曜日に乗じてハワイに接近させ、荒天と夜闇をついて奇襲には成功したが、陸上機と潜水艦の反撃を受けて損害を出す、と判定された。続く大演習第13次フリート・プロブレムでは空母同士の戦いを繰り広げた。ハワイ奇襲演習は後年、日本海軍の真珠湾攻撃という形で大規模になって「模倣」されることとなった。ところで、この演習時の「レキシントン」艦長はキングだった。回り道の末に空母艦長の座が巡ってきたキングは、モフェットの勧める「サラトガ」艦長は航空艦隊司令部が同居しているため敬遠し、かつて願っていた「レキシントン」艦長の座を射止めていたのである。フリート・プロブレムが終わって「サラトガ」がオーバーホールに出たため、航空艦隊司令部は偵察艦隊に移る「レキシントン」を仮住まいとしたが、ここでタワーズとキングは「レキシントン」艦内で顔を合わせるたびに火花を散らす不仲ぶりを公にさらけ出すこととなってしまった。
門外漢ながら海軍航空のために1921年以来航空局長として辣腕を振るったモフェットは、平時の定年の時が迫っていた。モフェットが政治活動を活発に行っていたのも、海軍航空の立場を大きくするためという理由の他に、生粋のパイロットであるタワーズに局長の座を禅譲するという伏線があった。タワーズが局長になるためにはハードルがいくつかあったが、とにもかくにも局長になるには年齢が若すぎ、しかも、局長ポストの少将に平時進級で昇進するまでには時間があった。この点では、同じように航空局長を狙っていたキングは少将に昇進しており、一歩有利だった。モフェットやヴィンソン、航空産業界、パイロット出身者の後援があるタワーズと、いわゆる「制服組」の後援を得たキングの航空局長争いは、1933年4月4日に起こった飛行船「アクロン」 (USS Akron, ZRS-4) の墜落事故でモフェットが殉職したことにより事実上決着した。タワーズは有力後援者を失い、モフェットが心血を注いで作り上げた政界の後ろ盾も空しく立場を弱体化させていった。さらに、人事面でモフェットと角を突き合わせていた航海局は航空局に「復讐」を行う。航海局長フランク・B・アパム少将（アナポリス1893年組）はキングを航空局長として推薦し、海軍作戦部長ウィリアム・プラット大将（アナポリス1889年組）の支持も得られたため、クロード・スワンソン海軍長官はこれを受けてフランクリン・ルーズベルト大統領にキングを航空局長として推薦し、許可された。こうして、モフェットの後釜争いはキングの勝利に終わった。

### 航空局長
タワーズはキングとの航空局長争いについて知人に対し「海軍の古い連中はモフェットの死を大いに利用した」などと愚痴ったが、やがてプラットの次の作戦部長であるウィリアム・スタンドレイ大将（アナポリス1895年組）に「次がある」と慰められ、スタンドレイやアパムの次の航海局長ウィリアム・リーヒ少将（アナポリス1897年組）の勧めで海軍大学校上級課程を受講する。海軍大学校卒業後はサンディエゴの海軍航空基地司令を経て、1936年6月には航空艦隊司令官フレデリック・J・ホーン中将（アナポリス1899年組）の参謀長に復帰。1年後の1937年6月には「サラトガ」の艦長の職を、前任者のウィリアム・ハルゼー大佐（アナポリス1904年組）から引き継いだ。1938年1月に航空艦隊司令官がホーンからキングに代わると、タワーズとキングのいさかいが今度は「サラトガ」艦内で再発し、1938年7月にタワーズが航空局次長に再任されて「サラトガ」を去るまで続く。そして1939年6月1日、タワーズは少将に昇進して航空局長に就任する。
タワーズは航空局長としてまず、海軍の航空機調達計画を策定させる。タワーズの計画指導の下、海軍の保有機数は1939年の時点では約2,000機だったものが、1942年には39,000機にまで増大した。また、規則正しいパイロット育成プログラムを打ちたて、後方担当のパイロット資格を持つ予備役がその育成にあたることとされた。人材の確保も、タワーズの局長在任中におよそ100万名を数え、そのうちの4分の3が高いレベルを保ったと評価された。1939年9月1日の第二次世界大戦勃発を経て、翌1940年8月22日、海軍長官の下に新たに航空担当次官が設けられ、ジェームズ・フォレスタルが就任する。もっとも、自身もかつてはパイロットだったフォレスタルは、航空に関する事項のほとんどをタワーズに一任させた。新しい後援者を得たタワーズはこうして海軍航空隊の規模拡大を推し進めたが、一方で新たな軋轢と遺恨を生み出すことにもなった。
モフェット以来、航空局では人材育成の理想像として「アナポリス卒業後はすぐにペンサコーラ（飛行学校）入りさせ、卒業後は航空関連のポジションに就かせるべきだ」という考えを持っていた。パイロットは水上艦乗員とは「育て方」が違うから、というのが理屈であったが、人事担当の航海局としては人員を根こそぎ航空に持っていかれたり、訓練を別扱いするわけにもいかなかった。当時の航海局長はチェスター・ニミッツ少将（アナポリス1905年組）であったが、しばしばタワーズのメディアや議員を使った攻撃に悩まされており、タワーズを敬遠するようになっていった。また、キングとの軋轢と遺恨も再燃する。航空を含めた海軍行政部門は海軍省の仕事であって海軍作戦部の仕事ではなかったが、大将昇進を経て、真珠湾攻撃によるアメリカ参戦後に合衆国艦隊司令長官兼作戦部長となっていたキングはこれが気に入らなかった。キングはルーズベルトに、海軍作戦部に行政部門への指揮権限を与えるよう要請したが、法律上の問題があって実現しなかった。しかし、代わりに「キングに非協力的な局長は更迭する」という言質をもらった。キングは、今まで以上にフォレスタルを初めとする政治家連中と親しくしているタワーズを、理由をつけてワシントンから放り出すことを画策する。

### 太平洋戦争

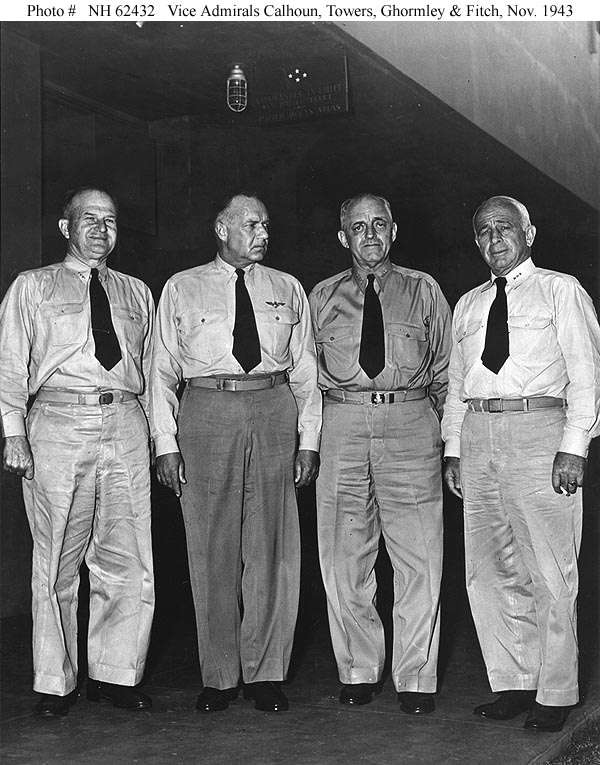
4人の海軍中将。左からウィリアム・カルフーン、タワーズ、ゴームレー、フィッチ（1943年11月）

1942年10月6日、タワーズは中将に昇進。これと前後して太平洋艦隊内に太平洋航空部隊が創設された。太平洋航空部隊は前線担当ではなく後方部門をもっぱら担当し、フィッチや、皮膚病の療養から戻ってきたハルゼーが部隊を一時的に指揮していた。フィッチが南太平洋戦線に赴くことになって司令官ポストに空きができると、キングはこれ幸いとばかりにタワーズをフィッチの後任に据えて、体よくワシントンからつまみ出すことに成功した。タワーズの後任には、マケインが就いた。タワーズは、1942年9月15日に伊号第一九潜水艦（伊19）の雷撃で、艦長を務めていた空母「ワスプ」を失って待命状態だったシャーマンを参謀長にして太平洋航空部隊司令官としての任務を始める。航空戦に必要不可欠な空母、航空機、パイロットおよび関連物資を絶えず調達し、パイロット育成を監督。また、最終的に日本を降伏させ、アメリカを勝利に導く戦略の考案を手伝った。一連の働きが評価され、タワーズは殊勲章とレジオン・オブ・メリットを受章した。
しかし、タワーズは後方で黙々と任務を遂行するような人物ではなかった。1943年に入り太平洋艦隊では部隊の再編成が行われ、ハルゼーの南太平洋部隊は第3艦隊と呼称されるようになり、中部太平洋方面にいた艦艇を集めた部隊は第5艦隊と呼ばれるようになった。第5艦隊は、将来的には空母を主力とした大部隊となり、中部太平洋方面で日本軍を打ち負かすための艦隊に位置づけられていた。このような部隊の性格から、海軍将官の間では、新しい部隊を指揮するのは航空出身者ではないかという噂が流れるようになったが、詳細はキングや、キングへの進言者となるだろう太平洋艦隊司令長官のニミッツが握っていた。タワーズの持論では、「空母部隊は攻撃の主軸であり、副次的に上陸部隊支援や航空兵力を持たない部隊への支援に任じるべき」、「その司令官には高度に訓練された航空専門の士官をあてるべき」としており、司令官人選に関するヤーネルの質問にもそのように回答している。タワーズは間髪入れず、自分を第5艦隊の司令長官か、最低でも指揮下の空母任務部隊司令官にするよう盛んに運動を行うが、タワーズとキングが不仲であることを承知し、航海局長時代にタワーズに幾度となく煮え湯を飲まされたニミッツからしてみれば、この運動は問題外だった。ニミッツは、自分の参謀長だったレイモンド・スプルーアンス少将（アナポリス1907年組）を第5艦隊司令長官とし、指揮下の空母任務部隊司令官には、かつてタワーズの下で勤務したことのある、航空に「経験の深い」チャールズ・A・パウナル少将（アナポリス1910年組）を据え、タワーズの願望を一蹴した。スプルーアンス自身もこの決定には驚いたが、パイロット出身者たちはさっそく、「スプルーアンスはせいぜい見張り役がふさわしい」などと批判に精を出した。タワーズとニミッツの、人選に関する激論も収穫なく終わったが、のちに態度を軟化させてシャーマンをニミッツの航空参謀として転出させることは同意し、ニミッツもまた航空関連の助言者としてタワーズを重く用いるようになる。この態度の変化が、一つの更迭劇を生む。
1943年12月5日、パウナル率いる第50.1任務群はクェゼリン環礁を空襲し、所在の日本軍に打撃を与えた（マーシャル諸島沖航空戦）。タワーズらパイロット出身者の不平不満をよそに、スプルーアンスとパウナルは1943年8月31日の南鳥島攻撃を皮切りに、ウェーク島、ギルバート諸島を連続攻撃して経験を積み重ねた。11月のガルヴァニック作戦ではタラワの戦いで手痛い損害があったものの占領には成功し、クェゼリン攻撃を終えて帰投するまでの間、損害らしい損害は空母2隻損傷だけだった。しかし、一連の攻撃は空母艦長などからは評価されなかったばかりか、逆にパウナルの消極的な面が批判の的となった。艦長連中曰く、パウナルは「パイロット救助に尽くさなかった」、「攻撃が不徹底だった」、「空母任務部隊を指揮を執ったことを後悔する発言を行った」、そして「自分が戦死したときの覚書をわざわざ作った」。不満はタワーズに伝えられ、タワーズ自身がかねがねパウナルの指揮ぶりに不満があったので、ニミッツに対してパウナルの更迭を進言した。そして12月末、ニミッツはタワーズ、太平洋艦隊参謀長チャールズ・マクモリス少将（アナポリス1912年組）およびシャーマンと協議を行い、スプルーアンスに何も知らせずパウナル更迭を決定する。更迭を決定したとなれば、その後任を決めなければならない。候補は第38任務部隊を率いて1943年11月のラバウル空襲を成功させていた「テッド」ことフレデリック・C・シャーマン少将（アナポリス1910年組）、アルフレッド・E・モントゴメリー少将（アナポリス1912年組）、マケイン、そして生粋のパイロットであるミッチャーらの名前が挙がった。このうち、マケインはキングの子飼いで当面手放す気がなく、航空経験が長くないが空母艦長や空母任務群経験のあるテッド・シャーマンと、航空経験が長く空母艦長の経験があるが空母任務群経験のないミッチャーに絞られた。決め手は、タワーズがテッド・シャーマンを「自己中心的で寛容でないため、搭乗員にきわめて不人気。有能ではあるが部下が心から忠誠を尽くそうとしないので、高級指揮官には不適」であると評したことで、ニミッツはミッチャーをパウナルの後任に据えた。
この決定にスプルーアンスは怒りを見せた。スプルーアンスはパウナルの一連の働きには満足しており、その後任がミッドウェー海戦の一件以来嫌っていたミッチャーだったのが気に食わなかった。スプルーアンスは、この更迭劇がタワーズやその一派による陰謀だともみなしており、もともと嫌っていたタワーズをいっそう憎んだ。スプルーアンスのタワーズへの憎悪は、続くクェゼリンの戦いに関する作戦計画の論争にも影響し、タワーズがガルヴァニック作戦での空母任務部隊の用法を批判すれば、スプルーアンスは次の作戦でも同じ用法で行くとして意見がかみ合わなかった。度重なるタワーズの口出しにたまりかねたスプルーアンスは、次のように書き残した。
スプルーアンスは、少なくとも1944年2月17日のトラック島空襲のころまで待命状態のパウナルを手元に置いて自分の航空助言者とした。間もなくパウナルはタワーズと入れ替わって太平洋航空部隊司令官となった。
1944年1月、サンフランシスコでのキングとニミッツの会談で、二つの決定が出される。一つは主要な艦隊や部隊の司令官が水上艦出身者なら参謀長は航空出身者とし、司令官が航空出身者なら参謀長は水上艦出身者という原則であり、もう一つがタワーズの太平洋艦隊副司令官兼太平洋区域副司令官への就任だった。後者は、フォレスタルの要望によるものだった。航空部門でのニミッツの助言者としての役割がいっそう大きくなったタワーズではあったが、6月19日から20日のマリアナ沖海戦は、タワーズがスプルーアンスに噛み付く機会を再び与えることとなった。海戦では、スプルーアンスは指揮下の第58任務部隊の行動に慎重さを求め、6月20日になって索敵機が小沢治三郎中将の第一機動艦隊を発見したときは、彼我の距離は相当離れていた。ミッチャーは攻撃隊の発進を命じたが、距離が離れていたことにより決定的な打撃を与えられず、また第58任務部隊自体も大きく混乱した。アンチ・スプルーアンスの面々は機を逃さず一斉に批判を行い、これに対してキングなどスプルーアンスの擁護者連中は反論を行った。タワーズは、スプルーアンスを更迭して自分を第5艦隊司令長官にするようニミッツに進言したが、何も起こらなかった。この後、太平洋艦隊司令部がグアムに前進したため、タワーズがハワイ方面での最高位の将官となった。
タワーズが艦隊を率いる最大のチャンスは、同期の「失態」により訪れた。ハルゼーの下で空母任務部隊を率いていたのはミッチャーとマケインだったが、マケイン指揮下の第38任務部隊は、1944年12月のコブラ台風と1945年6月のヴァイパー台風で戦わずして大きな損害を蒙っていた。台風被害を受けるたびに査問委員会が開かれ、ハルゼーとマケインを更迭すべしという意見が出されていた。キングは査問委員会の意見には同意していたが、ハルゼーの更迭は国民的英雄に傷をつけ、日本を喜ばすだけだとして更迭には反対し、フォレスタルも同意した。このこともあってハルゼーは二度の査問委員会の末に二度とも首がつながったが、マケインに二度目の情けはなかった。マケインは事実上、ヴァイパー台風の件で更迭されることとなり、タワーズがその後任となった。7月15日、交代が公式に発表され、タワーズは正式に第二空母機動部隊司令官（第38任務部隊司令官）となり、マケインは待命ののちオマール・ブラッドレー陸軍大将の下で退役軍人局勤務とされた。同じ日の発表ではテッド・シャーマンが、海軍作戦部入りするミッチャーに代わって高速空母機動部隊司令官（第58任務部隊司令官）になることも発表された。来るダウンフォール作戦では、これまで司令部の異動のみで中身は同じだった第38任務部隊と第58任務部隊が、名実とともに別個の任務部隊として行動することとなっていた。これまでタワーズの要望を拒否し続けたキングとニミッツが、ここにきてタワーズに艦隊を指揮させることにした理由ははっきりしないが、不仲のキングがタワーズの第38任務部隊司令官就任に許可を出したのは事実である。当時、第38任務部隊は日本本土への攻撃を行っている最中であり、8月14日にエニウェトク環礁に帰投の予定だった。カレンダーどおりならば、タワーズは8月14日にマケインから第38任務部隊の指揮を引き継いで戦闘に加わるはずだった。しかし、8月11日に日本がポツダム宣言受諾をスイスを通じて連合国側に通報したことを知ったハルゼーは、日本の降伏近しとして任務部隊のエニウェトク帰投を取り消し、引き続き日本近海に居座った。そして8月15日、日本が降伏して戦争が終わった。
戦争では、タワーズがモフェットらとともに一から作り上げた海軍航空隊が、勝利の一翼を担った。紆余曲折を経ながらも種をまき続けた末、勝利という形で花を咲かせたが、タワーズが海軍航空隊および機動部隊を率いて戦う機会は遂に訪れなかった。

### 戦後

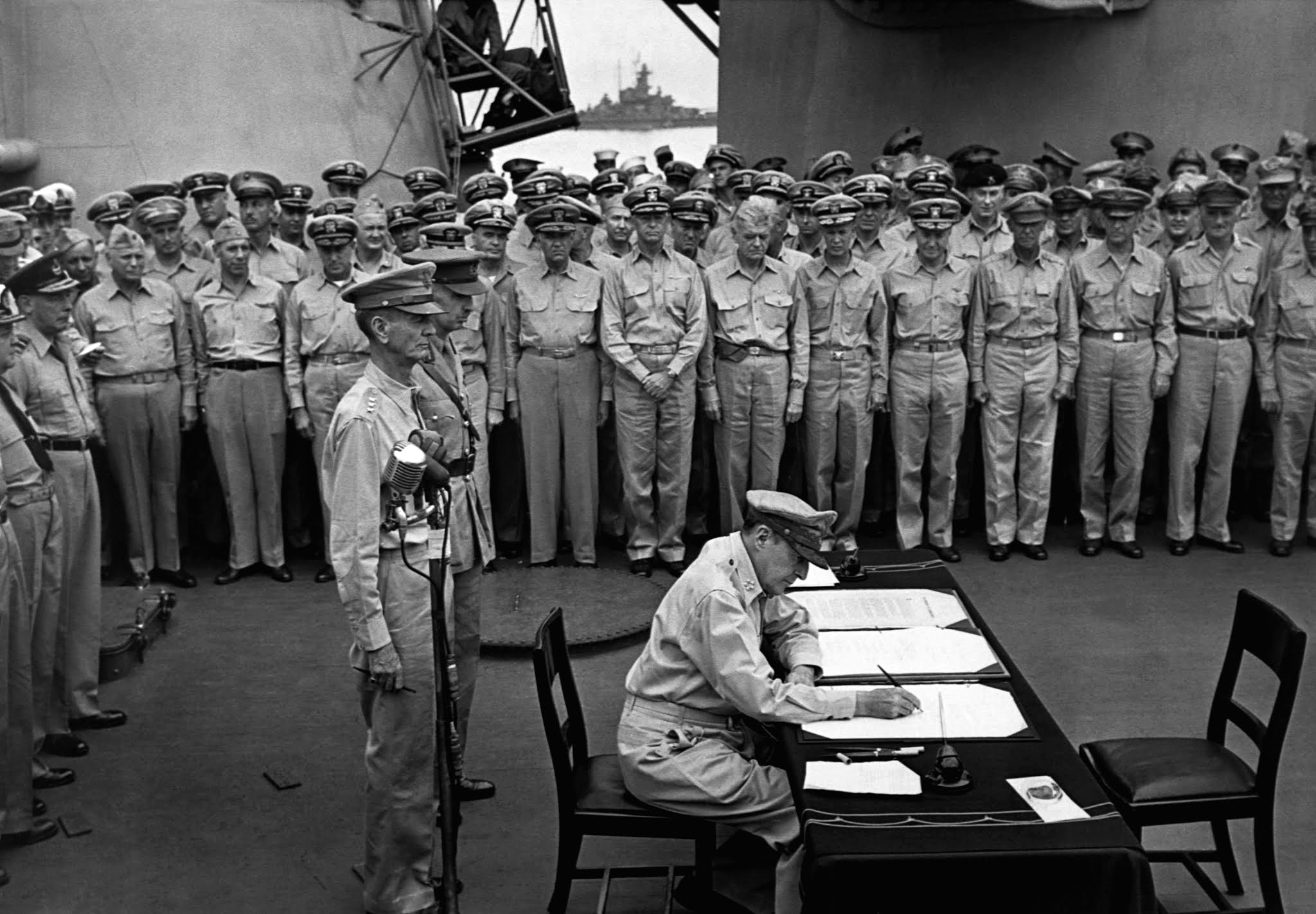
降伏文書に調印するマッカーサー陸軍元帥を見守るタワーズ（前列右から9人目。1945年9月2日）

戦争が終わり、第38任務部隊は東京湾に入る。タワーズは9月1日以降に第38任務部隊の指揮を執ることになっていたが、9月1日より前にはマケインの旗艦である空母「シャングリラ」に乗り込み、「自分のほうが先に中将に昇進した」という理由でマケインの中将旗を下ろして自分の中将旗を掲揚させた。9月2日の日本の降伏文書調印式の参列ののち大将に昇進し、11月7日に太平洋艦隊司令長官に転出したスプルーアンスの後任として第5艦隊司令長官に就任、戦艦「ニュージャージー」に大将旗を掲揚した。次いで1946年2月1日、海軍大学校校長に就任したスプルーアンスの後を継いで太平洋艦隊司令長官となり、空母「ベニントン」を旗艦とした。この1946年、ハリー・S・トルーマン大統領により統合軍計画が承認され、太平洋艦隊はアメリカ太平洋軍の指揮下に入ることとなった。1947年1月1日、タワーズはアメリカ太平洋軍の初代最高司令官に就任し、太平洋艦隊司令長官の職と兼任した。2月28日付でルイス・デンフェルド大将（アナポリス1912年組）に職を譲って退任したあと、海軍長官になっていたフォレスタルの要請によりアメリカ海軍将官会議の議長を務め、この職を最後に1947年12月1日に退役した。
退役後のタワーズは1949年にパンアメリカン航空副社長となり、パシフィック・ウォー・メモリアル総裁にも就いた。1950年に勃発した朝鮮戦争では、所有するDC-4を動員してアメリカ陸軍の兵士を日本へ輸送した。半世紀近くにわたってアメリカ海軍航空隊の成長を見守ったタワーズは1955年4月30日、ニューヨークのジャマイカ地区にあるセント・オールバンズ病院にて死去。70歳没。タワーズはアーリントン国立墓地に埋葬されている。

### その他
1961年、アメリカ海軍航空隊およびアメリカ海兵隊航空隊の全パイロット中の最先任者かつ連続的な現役勤務を行った者に授与されるグレイ・イーグル・アワードが海軍航空隊創設50周年を期して創設された際、タワーズは海軍パイロット免許第3号保持者として、エリソンが殉職した1928年2月27日から退役した1947年12月1日までの期間に対して受章した。1966年には全米航空殿堂に名を連ね、1973年には国際航空宇宙殿堂、1981年には海軍航空名誉殿堂、2004年にはジョージア州航空殿堂に名を連ねた。
チャールズ・F・アダムズ級ミサイル駆逐艦の一艦として1961年に就役した「タワーズ」 (USS Towers, DDG-9) はタワーズを記念して命名され、ベトナム戦争に参加した。また、アポロ17号で月面のクレーターの一つにタワーズの名が付され、フロリダ州ジャクソンビルにあるジャクソンビル海軍航空基地の滑走路には「タワーズ・フィールド」があり、故郷ロームにあるリチャード・B・ラッセル地方空港の管制塔にもタワーズの名前が冠せられている。
タワーズとキングは上述のように比較的不仲だったとはいえ、パーティーなどでの酒の席でともにウイスキーを飲み明かす仲でもあった。しかし、キングは酒が入ったところに女性がいると例外なく手を出すという悪評で知られていたので、それを注意するのもタワーズの役目であった。